# Roméos et Schtroumpfette (gags)
 (mars 2022).
Si vous disposez d'ouvrages ou d'articles de référence ou si vous connaissez des sites web de qualité traitant du thème abordé ici, merci de compléter l'article en donnant les références utiles à sa vérifiabilité et en les liant à la section « Notes et références ».
Roméos et Schtroumpfette est une série de gags d'une ou deux pages publiée dans l'album L'Apprenti Schtroumpf en 1971.

## Synopsis
Une série de gags d'une ou deux pages, mettant en scène l'amour de tous les Schtroumpfs (sauf le Schtroumpf grognon) pour la Schtroumpfette, dont on apprend qu'elle revient occasionnellement au village. Parmi les Schtroumpfs amoureux, on reconnaît le Grand Schtroumpf, le Schtroumpf à lunettes, le Schtroumpf farceur, le Schtroumpf costaud, le Schtroumpf bricoleur, le Schtroumpf poète, le Schtroumpf coquet, le Schtroumpf musicien et le Schtroumpf paysan. C'est aussi la première apparition du Schtroumpf sculpteur (explicitement nommé), ainsi que du Schtroumpf peintre, du Schtroumpf pâtissier et du Schtroumpf jardinier (non nommés).